# Saint-Maurice-de-Cazevieille
Saint-Maurice-de-Cazevieille – miejscowość i gmina we Francji, w regionie Oksytania, w departamencie Gard.
Według danych na rok 1990 gminę zamieszkiwało 505 osób, a gęstość zaludnienia wynosiła 38 osób/km² (wśród 1545 gmin Langwedocji-Roussillon Saint-Maurice-de-Cazevieille plasuje się na 517. miejscu pod względem liczby ludności, natomiast pod względem powierzchni na miejscu 592.).